# Matic Videčnik
Matic Videčnik (ur. 31 lipca 1993) – słoweński siatkarz, grający na pozycji środkowego, reprezentant kraju. 

## Sukcesy klubowe
Puchar Słowenii:
- 2016, 2017[1], 2018, 2019, 2020[2][3], 2022, 2023[4], 2025[5]

MEVZA - Liga Środkowoeuropejska:
- 2019, 2020, 2021, 2022[6], 2023[7], 2025[8]
- 2016, 2018

Mistrzostwo Słowenii:
- 2018, 2019[9], 2020, 2022[10], 2023[11], 2024[12], 2025[13]
- 2016, 2017, 2021

## Sukcesy reprezentacyjne
Mistrzostwa Europy:
- 2019, 2021